# غرينسبورو (فيرمونت)
غرينسبورو (بالإنجليزية: Greensboro, Vermont)‏ هي بلدة تقع في مقاطعة أورليانز (فيرمونت) بولاية فيرمونت في الولايات المتحدة. تأسست عام Augut 23, 1781، تبلغ مساحتها 102 (كم²)، وترتفع عن سطح البحر 587 م، بلغ عدد سكانها 770 نسمة في عام 2000 حسب إحصاء مكتب تعداد الولايات المتحدة وتصل الكثافة السكانية فيها 7.9 نسمة/كم2.

## وصلات خارجية
- The US50 - Cities and Towns in Vermont State
- Vermont Cities and Towns, Facts, Map, Flag, Colleges, Government, and More